# Morena Korotkaja
Die Morena Korotkaja (Transkription von russisch Морена Короткая ‚Kurze Moräne‘) ist eine Moräne in den Prince Charles Mountains des ostantarktischen Mac-Robertson-Lands. Sie liegt an der Nordseite des Clemence-Massivs bzw. an der Ostflanke des Lambert-Gletschers.
Russische Wissenschaftler benannten sie deskriptiv.